# Ficus schumanniana
Ficus schumanniana är en mullbärsväxtart som beskrevs av Otto Warburg, Karl Moritz Schumann och Lauterb.. Ficus schumanniana ingår i släktet fikonsläktet, och familjen mullbärsväxter. Inga underarter finns listade i Catalogue of Life.